# Liste der Bodendenkmäler in Bodenmais
Auf dieser Seite sind die Bodendenkmäler in dem niederbayerischen Markt Bodenmais zusammengestellt. Diese Tabelle ist eine Teilliste der Liste der Bodendenkmäler in Bayern. Grundlage ist die Bayerische Denkmalliste, die auf Basis des Bayerischen Denkmalschutzgesetzes vom 1. Oktober 1973 erstmals erstellt wurde und seither durch das Bayerische Landesamt für Denkmalpflege geführt wird. Die folgenden Angaben ersetzen nicht die rechtsverbindliche Auskunft der Denkmalschutzbehörde.

## Bodendenkmäler in Bodenmais

### Bodendenkmäler im Ortsteil Bodenmais
| Lage                 | Objekt | Akten-Nr.     | Bild |
| -------------------- | --- | ------------- | ---- |
| Bodenmais (Standort) | Neuzeitliche Vitriolölhütte Silberne Stiege bei Bodenmais.                                                                                     | D-2-6944-0003 |      |
| Bodenmais (Standort) | Frühneuzeitliche Hofwüstung Gaisau. | D-2-6944-0059 |      |
| Bodenmais (Standort) | Untertägige Befunde der frühen Neuzeit im Bereich der sog. Stern-Kapelle in Harlachberg.                                                       | D-2-6944-0061 |      |
| Bodenmais (Standort) | Untertägige Befunde der frühen Neuzeit im Bereich der sog. Hammerbauern-Kapelle in Kothinghammer.                                              | D-2-6944-0064 |      |
| Bodenmais (Standort) | Frühneuzeitliche Hofwüstung Rothsaal oder Steigenfels.                                                                                         | D-2-6944-0068 |      |
| Bodenmais (Standort) | Untertägige Befunde der frühen Neuzeit im Bereich des abgebrochenen Vorgängerbaus der Katholischen Pfarrkirche Mariä Himmelfahrt in Bodenmais. | D-2-6944-0070 |      |
| Bodenmais (Standort) | Spätmittelalterlich-frühneuzeitliches Goldseifenhügelfeld.                                                                                     | D-2-6944-0073 |      |
| Bodenmais (Standort) | Spätmittelalterlich-frühneuzeitliches Goldseifenhügelfeld.                                                                                     | D-2-6944-0074 |      |
| Bodenmais (Standort) | Spätmittelalterlich-frühneuzeitliche Goldseifenhügel.                                                                                          | D-2-6944-0075 |      |
| Bodenmais (Standort) | Spätmittelalterlich-frühneuzeitliches Goldseifenhügelfeld.                                                                                     | D-2-6944-0076 |      |